# Unionskirche (Mannheim)

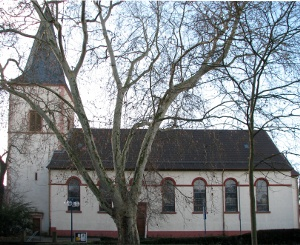
Unionskirche

Die Unionskirche ist eine evangelische Kirche im Mannheimer Stadtteil Käfertal. Teile des Bauwerks stammen aus dem 14. Jahrhundert.

## Geschichte
Im Jahr 1227 wurde Käfertal erstmals urkundlich erwähnt. 1393 wird eine Kirche in Käfertal genannt. Im Wormser Synodale von 1496, einem Visitationsprotokoll der Pfarrgemeinden des Bistums Worms, wurde erstmals der Heilige Mauritius als Patron erwähnt. 1556 führte der pfälzische Kurfürst Ottheinrich die Reformation ein. Danach unterlag die Kirche, wie die gesamte Kurpfalz, mehrfachen Konfessionswechseln, bis sie 1632 im Dreißigjährigen Krieg zerstört wurde. 1684 wiederaufgebaut, wurde sie schon 1689 im Pfälzischen Erbfolgekrieg erneut zerstört. Die Gottesdienste wurde daraufhin im baufälligen Turm gefeiert, der bei der landesweiten Kirchenteilung den Reformierten zugesprochen wurde. Allerdings gab es seit dem Dreißigjährigen Krieg keinen Pfarrer mehr in Käfertal, so dass für die Betreuung die Seelsorger aus Feudenheim zuständig waren.

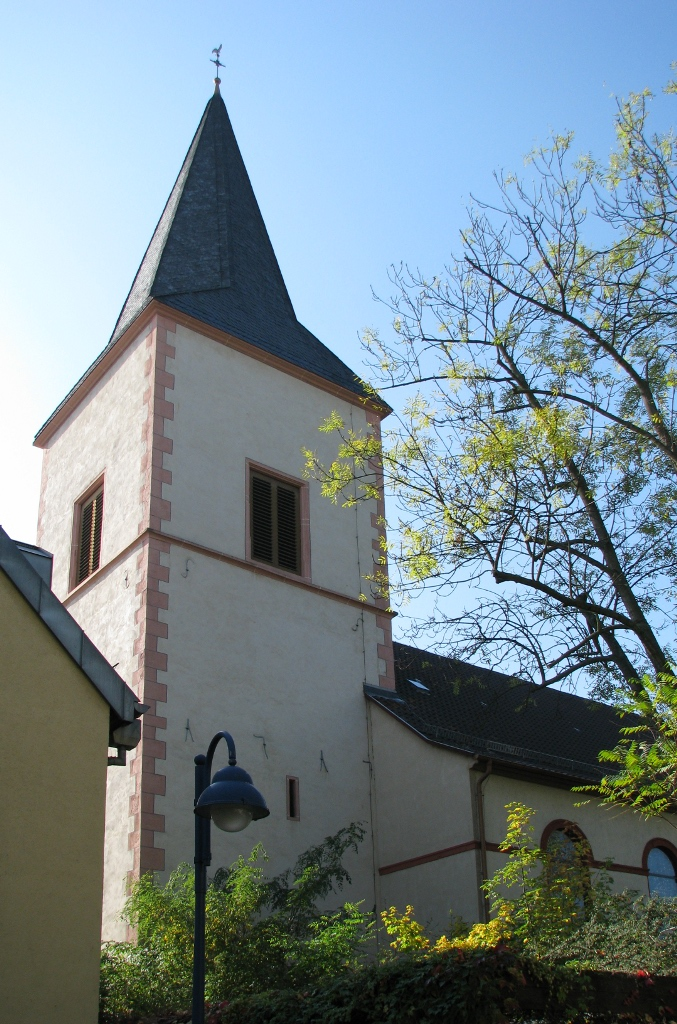
Kirchturm

1717/18 wurden ein neues Langhaus erbaut und der Turm mit einem neuen Dach versehen und 1798 wurde in Käfertal schließlich wieder eine Pfarrei eingerichtet. Allerdings war die Kirche für die wachsende Gemeinde zu klein geworden, so dass 1818 nach den Plänen des Werkmeisters G.F. Schaefer unter Beibehaltung des Turms eine neue Kirche gebaut wurde. Nach der Zerschlagung der Kurpfalz gehörte Käfertal zu Baden, wo 1821 die Reformierten und die Lutheraner in der Vereinigten Evangelisch-protestantischen Kirche im Großherzogthum Baden zusammengeschlossen wurden, worauf der Name „Unionskirche“ Bezug nahm. 1912 wurde die Kirche renoviert.
1934 führte Max Schmechel eine Vergrößerung der Unionskirche durch. Dabei wurde das Langhaus verlängert und nach Süden hin verbreitert. Im Zweiten Weltkrieg brannte die Kirche im August 1944 nach einem Bombenangriff völlig aus. 1947 begann der Wiederaufbau, erneut unter der Leitung von Schmechel, und am 7. November 1948 wurde die Unionskirche als eine der ersten Kirchen in Mannheim nach dem Weltkrieg durch Landesbischof Julius Bender wieder eingeweiht. 1954 erfolgte eine Erhöhung des Turms. Die beiden evangelischen Gemeinden in Käfertal Philippus und Union fusionierten im Jahr 2012.

## Beschreibung

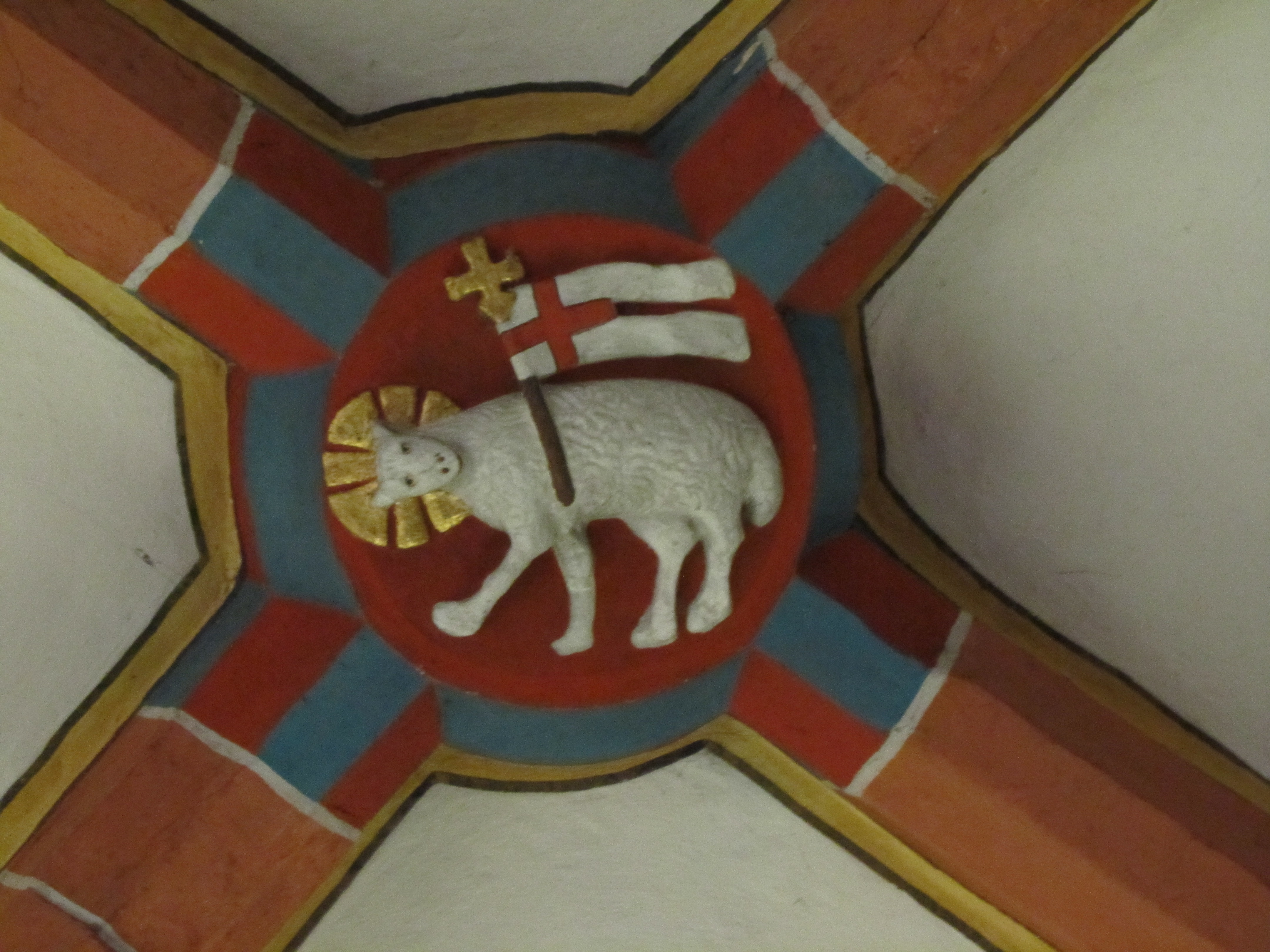
Kreuzgewölbe, Lamm Gottes

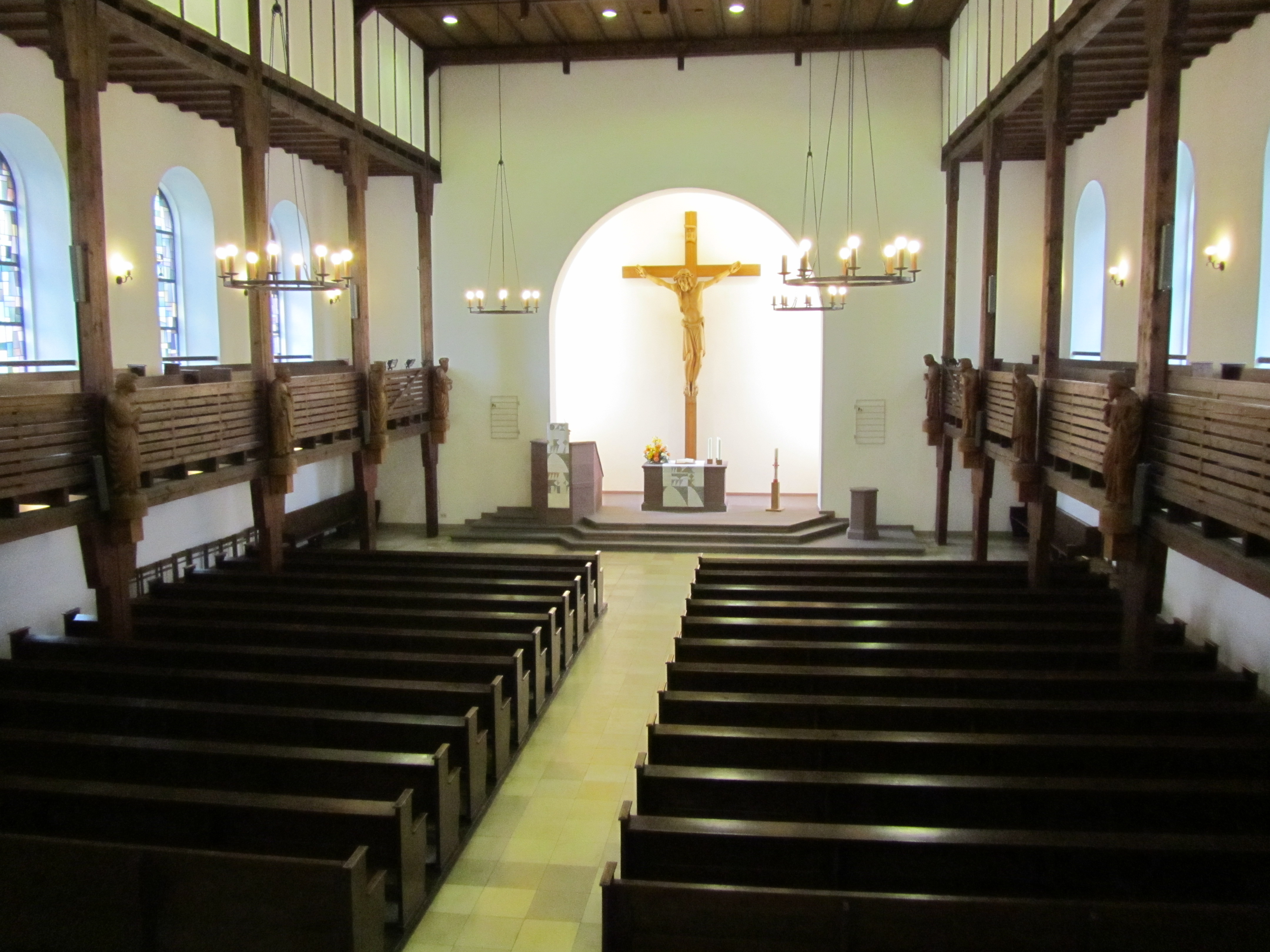
Innenraum

Die Unionskirche steht im Zentrum von Käfertal auf einer kleinen Anhöhe. Der Kirchturm befindet sich östlich des Langhauses, das durch die Verbreiterung seine Achsensymmetrie verlor. Das Gebäude ist ein einfacher, verputzter Bau mit Satteldach und Rundbogenfenstern. Der Turm entwickelte sich aus einem Wehrturm.  Aus gotischer Zeit stammen das Südfenster, die Bogendecke mit dem Schlussstein mit dem Lamm Gottes im Kreuzgewölbe und die Sakramentsnische.
Die hölzerne Empore im Innenraum entstammt der Konzeption Max Schmechels. Hanns Markus Heinlein schnitzte 1949 das sieben Meter hohe Kruzifix. Von ihm stammen auch die Figuren der zwölf Apostel, die 1951 an den Emporen rechts und links angebracht wurden, und der Opferstock. Die Kirchenfenster gestaltete 1951 der Mannheimer Künstler Karl Rödel. Die Paramente wurden 2005 beschafft.
Die Orgel hat 24 Register (1.300 Pfeifen) auf zwei Manualen und Pedal und wurde 1949 von Steinmeyer gebaut (Opus 1779). 2007 wurde sie generalüberholt. Die Glocken von 1921 sind aus Gussstahl, wodurch sie im Zweiten Weltkrieg der Zwangsablieferung entgingen. Auch den Brand nach dem Bombenangriff 1944 überstanden sie.